# Tabogon
Tabogon (Bayan ng Tabogon) är en kommun i Filippinerna. Kommunen tillhör provinsen Cebu och ligger på ön med samma namn. Folkmängden uppgår till 27 827 invånare.

## Barangayer
Tabogon är indelat i 25 barangayer.
| - Alang-alang - Caduawan - Kal-anan - Camoboan - Canaocanao - Combado - Daantabogon - Ilihan - Labangon - Libjo - Loong - Mabuli - Managase | - Manlagtang - Maslog - Muabog - Pio - Poblacion - Salag - Sambag - San Isidro - San Vicente - Somosa - Taba-ao - Tapul |